# آنجینزوکا

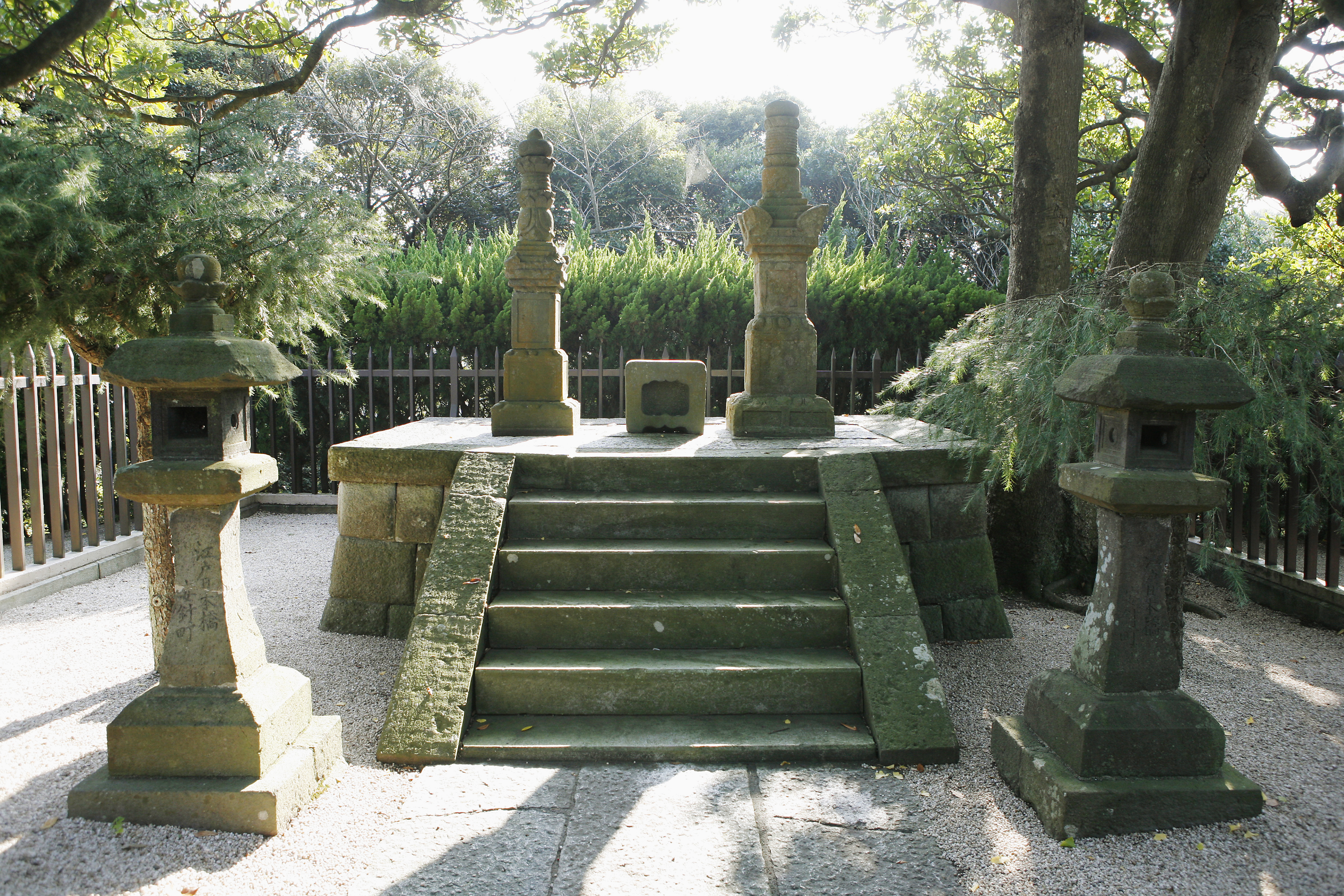
قبر یا بنای یادبود ویلیام و همسرش

آنجینزوکا (به ژاپنی: 安針塚 あんじんづか) قبر آنجین میئورا یا ویلیام آدامز (دریانورد) در استان کاناگاوا شهر یوکوسوکا، کاناگاوا بخش همی (یوکوسوکا) در پارک تسوکایاما است.
این قبر طبق وصیت ویلیام آدامز ساخته شده‌است. شکل سنگ قبر هوکیواینتو، برج سمت راست ساخته شده از توف (سنگ) مقبره انجین و برج سمت چپ ساخته شده از آندزیت مقبره همسرش ژاپنی او است.

## نمای کلی
آنجینزوکا که در مرکز پارک تسوکایاما قرار دارد و بنا به اراده او ساخته شد. این مکان در سال ۱۹۲۳ به عنوان یک مکان تاریخی ملی به عنوان برج یادبود آنجین و همسرش تعیین شد. همچنین در شهر هیرادو (ناگاساکی) یک «بنای قبر» وجود دارد، جایی که آنجین درگذشت، و استخوان‌های انسانی در نزدیکی بنای تاریخی سنگی در حفاری ویرانه‌ها در همان شهر در تابستان سال ۲۰۱۲ پیدا شد.
بیانیه ای وجود دارد که در طی کار مرمت در سال ۱۹۰۵ (میجی ۳۸)، پس از تأیید «آثار مدفون مانند ریش» مشخص شده که این مقبره آنجین است. این موضوع در «خلاصه تعمیر و نگهداری آنجینزوکا» منتشر شده در سال ۱۹۲۱ (تایشو ۱۰) درج شده‌است و از طریق بررسی کتابی که در معبد جودو (شهر یوکوسوکا) (معبد خانوادگی آنجین) نگهداری می‌شد، نوشته شده‌است. تا کنون برای تعیین هویت داخل قبر هیچ حفاری برنامه‌ریزی نشده‌است. در آوریل سال ۲۰۱۳، مشخص شد که بقایای قبر در هیراتو متعلق به یک «مرد غربی» است. علاوه بر این، دفتر خاطرات ریچارد کوکز، مدیر پست تجاری بریتانیا (هیرادو)، که آنجین به تأسیس آن کمک کرد، ثبت می‌کند که پس از مرگ آنجین، او به دیدار همی محل زندگی او رفت و وسایل او را به پسرش جوزف آدامز تحویل داد. با این سند، سرنخی برای ردیابی مسیر هیرادو به همی پیدا شده‌است، اما از آنجایی که این مقبره یک مکان تاریخی ملی است، در حال حاضر انجام کاوش‌ها یا ارزیابی‌های جدید امکان‌پذیر نیست.